# Жолан
Жолан — упразднённое село в Егиндыкольском районе Акмолинской области Казахстана. Упразднено и исключено из учётных данных в 2009 году.

## Население
В 1999 году население села составляло 216 человек (106 мужчин и 110 женщин). По данным переписи 2009 года в селе не было постоянного населения.